# كنشين يوشيمارو
كنشين يوشيمارو (باليابانية: 吉丸 絢梓) (27 مارس 1996 في مياكونوجو في اليابان – )؛ هو لاعب كرة قدم ياباني سابق كان يلعب كحارس مرمى.

## وصلات خارجية
- كنشين يوشيمارو على موقع رابطة كرة القدم اليابانية للمحترفين (اليابانية)
- كنشين يوشيمارو على موقع قاعدة بيانات كرة القدم.إي يو (الإنجليزية)
- كنشين يوشيمارو على موقع Soccerway.com (الإنجليزية)
- كنشين يوشيمارو على موقع عالم كرة القدم.نت (الإنجليزية)